# Death Fiend
Death Fiend — демоальбом швейцарской метал-группы Hellhammer. Был записан 10—11 июня 1983 года совместно с демоальбомом Triumph of Death.

## Список композиций
1. "Maniac" – 4:15
2. "Angel of Destruction" – 3:03
3. "Hammerhead" – 2:57
4. "Bloody Pussies" – 5:35
5. "Death Fiend" – 2:44
6. "Dark Warriors" – 3:15
7. "Chainsaw" – 4:12
8. "Ready for Slaughter" – 3:45
9. "Sweet Torment" – 2:17

## Участники записи
- Томас Габриэль Фишер (Satanic Slaughter) – вокал, гитара
- Урс Спренгер (Savage Damage) – бас-гитара
- Йорг Нюбарт (Bloodhunter) – ударные